# Wyjimka
Wyjimka (ukr. Виїмка) – osiedle na Ukrainie, w obwodzie donieckim, w rejonie bachmuckim, w hromadzie Sołedar. W 2001 liczyło 21 mieszkańców.